# Fontaine-lès-Clerval
Fontaine-lès-Clerval è un comune francese di 253 abitanti situato nel dipartimento del Doubs nella regione della Borgogna-Franca Contea.

## Società

### Evoluzione demografica
Abitanti censiti